# Musab Kheder
Musab Kheder Kamal Djebril (Khartum, 26 settembre 1993) è un calciatore qatariota di origini sudanesi, difensore dell'Al-Sadd e della nazionale qatariota.

## Statistiche

### Cronologia presenze in nazionale
| Cronologia completa delle presenze e delle reti in nazionale ― Qatar | Cronologia completa delle presenze e delle reti in nazionale ― Qatar | Cronologia completa delle presenze e delle reti in nazionale ― Qatar | Cronologia completa delle presenze e delle reti in nazionale ― Qatar | Cronologia completa delle presenze e delle reti in nazionale ― Qatar | Cronologia completa delle presenze e delle reti in nazionale ― Qatar | Cronologia completa delle presenze e delle reti in nazionale ― Qatar | Cronologia completa delle presenze e delle reti in nazionale ― Qatar |
| Data                                                                 | Città                                                                | In casa                                                              | Risultato                                                            | Ospiti                                                               | Competizione                                                         | Reti                                                                 | Note                                                                 |
| -------------------------------------------------------------------- | -------------------------------------------------------------------- | -------------------------------------------------------------------- | -------------------------------------------------------------------- | -------------------------------------------------------------------- | -------------------------------------------------------------------- | -------------------------------------------------------------------- | -------------------------------------------------------------------- |
| 9-3-2017                                                             | Doha                                                                 | Qatar                                                                | 1 – 2                                                                | Azerbaigian                                                          | Amichevole                                                           | -                                                                    | 68’                                                                  |
| 6-6-2017                                                             | Doha                                                                 | Qatar                                                                | 2 – 2                                                                | Corea del Nord                                                       | Amichevole                                                           | -                                                                    |                                                                      |
| 31-8-2017                                                            | Malacca                                                              | Siria                                                                | 3 – 1                                                                | Qatar                                                                | Qual. Mondiali 2018                                                  | -                                                                    | 27’                                                                  |
| 10-10-2017                                                           | Doha                                                                 | Qatar                                                                | 1 – 2                                                                | Curaçao                                                              | Amichevole                                                           | -                                                                    | 6’ 62’                                                               |
| 11-11-2017                                                           | Doha                                                                 | Qatar                                                                | 0 – 1                                                                | Rep. Ceca                                                            | Amichevole                                                           | -                                                                    |                                                                      |
| 14-12-2017                                                           | Doha                                                                 | Qatar                                                                | 1 – 2                                                                | Liechtenstein                                                        | Amichevole                                                           | -                                                                    |                                                                      |
| 10-10-2019                                                           | Dacca                                                                | Bangladesh                                                           | 0 – 2                                                                | Qatar                                                                | Qual. Mondiali 2022                                                  | -                                                                    |                                                                      |
| 14-11-2019                                                           | Doha                                                                 | Qatar                                                                | 2 – 0                                                                | Singapore                                                            | Amichevole                                                           | -                                                                    | 70’                                                                  |
| 19-11-2019                                                           | Dušanbe                                                              | Afghanistan                                                          | 0 – 1                                                                | Qatar                                                                | Qual. Mondiali 2022                                                  | -                                                                    | 80’                                                                  |
| 2-12-2019                                                            | Doha                                                                 | Qatar                                                                | 4 – 2                                                                | Emirati Arabi Uniti                                                  | Coppa delle nazioni del Golfo 2019 - 1º turno                        | -                                                                    |                                                                      |
| 12-10-2020                                                           | Adalia                                                               | Ghana                                                                | 5 – 1                                                                | Qatar                                                                | Amichevole                                                           | -                                                                    | 45’                                                                  |
| 4-12-2020                                                            | Doha                                                                 | Qatar                                                                | 5 – 0                                                                | Bangladesh                                                           | Qual. Mondiali 2022                                                  | -                                                                    |                                                                      |
| 3-6-2021                                                             | Mumbai                                                               | India                                                                | 0 – 1                                                                | Qatar                                                                | Qual. Mondiali 2022                                                  | -                                                                    |                                                                      |
| 7-6-2021                                                             | Mascate                                                              | Oman                                                                 | 0 – 1                                                                | Qatar                                                                | Qual. Mondiali 2022                                                  | -                                                                    | 35’                                                                  |
| 4-7-2021                                                             | Pula                                                                 | Qatar                                                                | 1 – 0                                                                | El Salvador                                                          | Amichevole                                                           | -                                                                    | 46’                                                                  |
| 13-7-2021                                                            | Houston                                                              | Qatar                                                                | 3 – 3                                                                | Panama                                                               | Gold Cup 2021 - 1º turno                                             | -                                                                    | 90’                                                                  |
| 4-9-2021                                                             | Debrecen                                                             | Qatar                                                                | 1 – 3                                                                | Portogallo                                                           | Amichevole                                                           | -                                                                    | 87’                                                                  |
| 7-9-2021                                                             | Lussemburgo                                                          | Lussemburgo                                                          | 1 – 1                                                                | Qatar                                                                | Amichevole                                                           | -                                                                    | 87’                                                                  |
| 11-11-2021                                                           | Belgrado                                                             | Serbia                                                               | 4 – 0                                                                | Qatar                                                                | Amichevole                                                           | -                                                                    | 87’                                                                  |
| 14-11-2021                                                           | Baku                                                                 | Azerbaigian                                                          | 2 – 2                                                                | Qatar                                                                | Amichevole                                                           | -                                                                    |                                                                      |
| 30-11-2021                                                           | Al Khawr                                                             | Qatar                                                                | 1 – 0                                                                | Bahrein                                                              | Coppa araba FIFA 2021 - 1º turno                                     | -                                                                    | 82’                                                                  |
| 3-12-2021                                                            | Al Rayyan                                                            | Oman                                                                 | 1 – 2                                                                | Qatar                                                                | Coppa araba FIFA 2021 - 1º turno                                     | -                                                                    | 38’                                                                  |
| 6-12-2021                                                            | Al Khawr                                                             | Qatar                                                                | 3 – 0                                                                | Iraq                                                                 | Coppa araba FIFA 2021 - 1º turno                                     | -                                                                    |                                                                      |
| 18-12-2021                                                           | Doha                                                                 | Egitto                                                               | 0 – 0 dts (4 – 5 dtr)                                                | Qatar                                                                | Coppa araba FIFA 2021 - Finale 3º posto                              | -                                                                    | 79’                                                                  |
| 29-3-2022                                                            | Al Rayyan                                                            | Qatar                                                                | 0 – 0                                                                | Slovenia                                                             | Amichevole                                                           | -                                                                    | 87’                                                                  |
| 26-8-2022                                                            | Wiener Neustadt                                                      | Qatar                                                                | 1 – 1                                                                | Giamaica                                                             | Amichevole                                                           | -                                                                    | 90+6’                                                                |
| 9-11-2022                                                            | Marbella                                                             | Qatar                                                                | 1 – 0                                                                | Albania                                                              | Amichevole                                                           | -                                                                    | 61’                                                                  |
| 29-11-2022                                                           | Al Khawr                                                             | Paesi Bassi                                                          | 2 – 0                                                                | Qatar                                                                | Mondiali 2022 - 1º turno                                             | -                                                                    | 85’                                                                  |
| 15-6-2023                                                            | Ritzing                                                              | Giamaica                                                             | 1 – 2                                                                | Qatar                                                                | Amichevole                                                           | -                                                                    | 77’                                                                  |
| 19-6-2023                                                            | Ritzing                                                              | Qatar                                                                | 0 – 1                                                                | Nuova Zelanda                                                        | Amichevole                                                           | -                                                                    |                                                                      |
| 29-6-2023                                                            | Glendale                                                             | Qatar                                                                | 1 – 1                                                                | Honduras                                                             | Gold Cup 2023 - 1º turno                                             | -                                                                    | 79’                                                                  |
| 2-7-2023                                                             | Santa Clara                                                          | Messico                                                              | 0 – 1                                                                | Qatar                                                                | Gold Cup 2023 - 1º turno                                             | -                                                                    |                                                                      |
| 8-7-2023                                                             | Arlington                                                            | Panama                                                               | 4 – 0                                                                | Qatar                                                                | Gold Cup 2023 - Quarti di finale                                     | -                                                                    |                                                                      |
| Totale                                                               |                                                                      | Presenze                                                             | 33                                                                   |                                                                      | Reti                                                                 | 0                                                                    |                                                                      |

## Palmarès

### Club

#### Competizioni nazionali
- Qatar Stars League: 1

Al-Sadd: 2020-2021
- Coppa dell'Emiro del Qatar: 4

Al-Sadd: 2013-2014, 2014-2015, 2019-2020, 2020-2021
- Coppa di Qatar: 2

Al-Sadd: 2020, 2021
- Coppa dello Sceicco Jassem: 2

Al-Sadd: 2014, 2017